# دونوکواتتا
دونوکواتتا (به لاتین: Dunukewatta) یک منطقهٔ مسکونی در سری‌لانکا است که در استان مرکزی (سری‌لانکا) واقع شده‌است.